# Hiob (patriarcha Moskwy)
Hiob, ros. Иов, cs. Swiatitiel Iow, patriarch Moskowskij i wsieja Rusi, imię świeckie Iwan (Jan) (ur. ok. 1525 lub w latach 30. XVI w. w Staricy, zm. 9 czerwca?/19 czerwca 1607 tamże) – pierwszy patriarcha moskiewski i całej Rusi, święty prawosławny.
Pochodził ze Staricy i rozpoczął życie mnisze w tamtejszym monasterze Zaśnięcia Matki Bożej. Ok. 1569, na polecenie Iwana Groźnego, został jego przełożonym i otrzymał godność archimandryty. W 1571 został przeniesiony do Monasteru Simonowskiego, obejmując tam analogiczną godność, zaś w 1575 stanął na czele Monasteru Nowospasskiego. W 1581 został wyświęcony na biskupa kołomieńskiego, a po pięciu latach objął urząd arcybiskupa rostowskiego. W 1587 mianowany metropolitą moskiewskim po usunięciu z urzędu metropolity Dionizego II. Uzyskanie najwyższej godności w Rosyjskim Kościele Prawosławnym zawdzięczał Borysowi Godunowowi i w swojej działalności wiernie wykonywał jego polecenia. Po śmierci cara Fiodora I odegrał znaczącą rolę w wyborze Godunowa na jego następcę.
Patriarcha Hiob stracił urząd po zdobyciu Moskwy przez wojska Dymitra Samozwańca w 1605. Został zmuszony do wycofania się do wybranego przez siebie monasteru – zdecydował się na klasztor w Staricy, gdzie niegdyś zaczynał życie mnisze. Rok później, po śmierci Samozwańca i wyborze na cara Wasyla Szujskiego, otrzymał od niego propozycję powrotu na urząd, na co jednak nie pozwolił mu wiek i stan zdrowia. Hierarcha zmarł w monasterze w 1607 i został tam pochowany. W 1652 szczątki Hioba zostały uroczyście przeniesione do soboru Zaśnięcia Matki Bożej w Moskwie. Rozwijał się już wtedy nieformalny kult pierwszego patriarchy, usankcjonowany ostatecznie przez Rosyjski Kościół Prawosławny w 1979.

## Życiorys

### Młodość i życie zakonne
Przyszły patriarcha pochodził ze Staricy, miał siostrę Piełagiję (została później mniszką i przybrała imię Paraskiewa). W dzieciństwie został oddany przez ojca do monasteru Zaśnięcia Matki Bożej w Staricy, by mógł uzyskać podstawowe wykształcenie. Wychowywany przez mnichów, postanowił po uzyskaniu wymaganego wieku również zostać zakonnikiem. Według hagiografii sprzeciwił się temu jednak jego ojciec, który znalazł dla niego kandydatkę na żonę. W dniu ślubu młodzieniec uzyskał zgodę na ostatnią rozmowę ze swoim opiekunem duchownym. Udał się wówczas do archimandryty Hermana i złożył przed nim wieczyste śluby mnisze. Otrzymał imię zakonne Hiob na cześć proroka Hioba.
Hiob przebywał w monasterze co najmniej 15 lat. Według żywotów wyróżniał się skromnością, posłuszeństwem i surowym, ascetycznym trybem życia. W klasztorze wykonywał obowiązki lektora i psalmisty. Nie uzyskał wykształcenia wykraczającego poza podstawowe umiejętności czytania i pisania, wyróżniał się natomiast znakomitą pamięcią – bez problemów recytował nawet najdłuższe modlitwy, znał całe fragmenty Biblii na pamięć i potrafił porywać swoich słuchaczy, recytując je w emocjonalny sposób. Ok. 1569 zwrócił na siebie uwagę odwiedzającego klasztor Iwana Groźnego, który polecił nadać mu godność archimandryty. Nominacja ta nastąpiła w okresie najbardziej nasilonego terroru (opricznina), zaś car przebywał w Staricy, prowadząc zaciąg do oddziałów opryczników. Hiob pozostawał w związku z tym w najbliższym otoczeniu władcy, jednak zdaniem Rusłana Skrynnikowa z powodu miernych zdolności nie był w stanie wykorzystać tej okazji, by szybko awansować jeszcze wyżej w hierarchii cerkiewnej. W okresie, gdy Hiob był przełożonym klasztoru w Staricy, wspólnota otrzymała liczne nadania carskie. Przestały one napływać po jego przeniesieniu do Moskwy.
W 1571 Hiob został przełożonym Monasteru Simonowskiego w Moskwie, jednego z najważniejszych klasztorów w państwie. Również i ten monaster należał do opriczniny i był regularnie wspierany materialnie przez Iwana Groźnego. W 1571 i 1572 archimandryta Hiob należał do wąskiej grupy duchownych, którzy podróżowali razem z carem do Nowogrodu, podpisał również zgodę na czwarte (a zatem niezgodne z prawem kanonicznym Cerkwi) małżeństwo władcy. Najprawdopodobniej jednak po 1572 stracił dotychczasową łaskę cara; Monaster Simonowski w okresie kierowania nim przez Hioba nie otrzymywał darów władcy.
W 1575 władze cerkiewne przeniosły archimandrytę do Monasteru Nowospasskiego, gdzie również kierował wspólnotą.

### Biskup
W 1581 miała miejsce chirotonia archimandryty Hioba na biskupa kołomieńskiego, przeprowadzona pod przewodnictwem metropolity moskiewskiego Dionizego II. Po pięciu latach został przeniesiony na katedrę rostowską.
W 1587 objął zwierzchnictwo w Rosyjskim Kościele Prawosławnym jako metropolita moskiewski, po usunięciu z urzędu Dionizego. Nieoczekiwane objęcie najwyższej godności w hierarchii Cerkwi rosyjskiej wynikało z protekcji ze strony Borysa Godunowa, w interesie którego było załagodzenie napiętych relacji z hierarchią cerkiewną. Hiob był mu całkowicie oddany i realizował wszystkie jego polecenia. Doskonale znał tradycję Cerkwi i na tle innych rosyjskich hierarchów wyróżniał się umiejętnością odprawiania nabożeństw z wielkim dostojeństwem. Prowadził również ascetyczny tryb życia, stale poszcząc. Nie był natomiast człowiekiem wybitnie inteligentnym, obdarzonym silnym charakterem ani utalentowanym politycznie.
Pragnąc podnieść autorytet Hioba, początkowo całkowicie niepopularnego, Borys Godunow postanowił doprowadzić do podniesienia metropolii moskiewskiej do rangi patriarchatu. Wiedział bowiem, że jeśli nowy metropolita nie zyska posłuchu w Cerkwi, nie zdoła odrodzić jej wpływów, co zdaniem Godunowa było niezbędne w kontekście ówczesnej sytuacji politycznej.

### Patriarcha moskiewski i całej Rusi

#### Powstanie patriarchatu
Staraniem Borysa Godunowa, po pertraktacjach z patriarchą konstantynopolitańskim Jeremiaszem II Rosyjski Kościół Prawosławny otrzymał status patriarchatu. Sam metropolita Hiob nie wziął udziału w rozmowach, a jedynie w oficjalnym powitaniu gościa.
17 stycznia 1589 metropolita moskiewski został wybrany na pierwszego patriarchę moskiewskiego i całej Rusi. Wyboru dokonał car spośród trzech wskazanych przez siebie kandydatów (pozostałymi byli Warłaam, arcybiskup rostowski i jarosławski oraz Aleksander, zarządzający eparchią nowogrodzką). Dokumenty opracowane przez Sobór Lokalny miały jedynie znaczenie pomocnicze.
26 stycznia tego samego roku patriarcha Jeremiasz podniósł metropolitę moskiewskiego do godności patriarchy, powtarzając ryt chirotonii biskupiej, po czym miała miejsce uroczysta intronizacja Hioba, której również przewodniczył patriarcha Konstantynopola. Następnie w Moskwie odbyły się wielkie uroczystości, w czasie których pierwszy patriarcha moskiewski symbolicznie objeżdżał Kreml na ośle prowadzonym przez Borysa Godunowa. 28 stycznia patriarcha cały dzień przyjmował oficjalne gratulacje. Mimo faktu, iż powołanie patriarchatu w Moskwie nie odbyło się w pełni zgodnie z procedurami przewidywanymi w prawie cerkiewnym, sobór biskupów Patriarchatu Konstantynopolitańskiego, z udziałem przedstawicieli innych starożytnych patriarchatów prawosławnych, potwierdził wiosną 1590 jego ważność. Zdecydował również, iż imię patriarchy moskiewskiego i całej Rusi będzie wymieniane jako ostatnie w dyptychach. Z kolei car rosyjski wydał z okazji wyboru patriarchy gramotę, w której oficjalnie określono Moskwę jako trzeci Rzym, państwo chrześcijańskiego cara. Hiob szczerze wierzył w wyrażoną w gramocie ideę.

#### Działalność w okresie rządów Fiodora I
Podniesienie metropolii moskiewskiej do rangi patriarchatu wymagało przeprowadzenia reform w strukturze administracyjnej Kościoła. Hiob podniósł do rangi metropolii archieparchie nowogrodzką, kazańską, rostowską oraz kruticką i osobiście nadał godność metropolity ich dotychczasowym zwierzchnikom. Eparchie smoleńska, wołogodzka, suzdalska, riazańska, twerska i niżnonowogrodzka otrzymały status archieparchii. Poza wymienionymi administraturami w skład Kościoła wchodziły jeszcze eparchie ustiuska, biełozierska, pskowska, kołomieńska, siewierska, dmitrowska i rżewska. Wprowadzono również poprawki do ksiąg liturgicznych regulujących przebieg nabożeństw z udziałem zwierzchnika Kościoła.
Wzorem dla Hioba w jego działaniu był metropolita moskiewski Makary. W celu umocnienia prawosławia na ziemiach ruskich patriarcha Hiob założył ponad 10 nowych wspólnot monastycznych. Otrzymywane dary pieniężne, jak również własne fundusze patriarcha przeznaczał na wznoszenie nowych cerkwi: między 1592 a 1600 w Moskwie przyczynił się do wzniesienia 12 nowych świątyń. Był również prekursorem druku ksiąg liturgicznych na szerszą niż dotąd skalę, mógł uczestniczyć w ich redakcji. Jako pierwszy podjął również działania na rzecz weryfikacji przepisywanych dotąd ręcznie tekstów i usunięcia z nich błędów powstałych w toku kopiowania. Z jego inicjatywy rozwijana była misyjna działalność Cerkwi na ziemiach przyłączonych niedawno do Cesarstwa Moskiewskiego, wzniesiono pierwsze cerkwie na Syberii. W czasie oblężenia Moskwy przez Tatarów w 1591 patriarcha przebywał w mieście i prowadził procesję z ikoną Matki Bożej, modląc się o ocalenie Moskwy.
W czasie panowania Fiodora I hierarchowie Rosyjskiego Kościoła Prawosławnego byli wielokrotnie zapraszani na posiedzenia Dumy Bojarskiej i uczestniczyli w rozwiązywaniu bieżących kwestii politycznych.
W 1591 patriarcha uczestniczył w pracach komisji badającej okoliczności śmierci carewicza Dymitra Iwanowicza w Ugliczu i potwierdził swoim autorytetem jej werdykt, iż carewicz zmarł wskutek rany, jaką sam przypadkowo sobie zadał. Zdaniem Shubina Hiob odwdzięczył się w ten sposób Borysowi Godunowowi za uzyskanie godności patriarchy. Patriarcha zaakceptował surowe kary wymierzone mieszkańcom Uglicza oraz przymusowe postrzyżyny mnisze Marii Nagoj, matki zmarłego Dymitra, twierdząc, że wymierzanie sprawiedliwości leży w wyłącznej gestii cara.
W 1593 Hiob erygował prawosławną eparchię korelską. Szczególnie zajmował się kwestią dyscypliny duchowieństwa. W Moskwie wprowadził stanowiska ośmiu starostów, którym miało podlegać po 40 kontrolowanych kapłanów oraz nadzorujących ich aktywność czterech protopopów. Decyzje w tym zakresie zostały wydane w 1594 i powtórzone w 1604, gdy Hiob przekonał się, że dotychczasowe postanowienia nie są wdrażane w praktyce.

#### Udział w wyborze Borysa Godunowa na cara

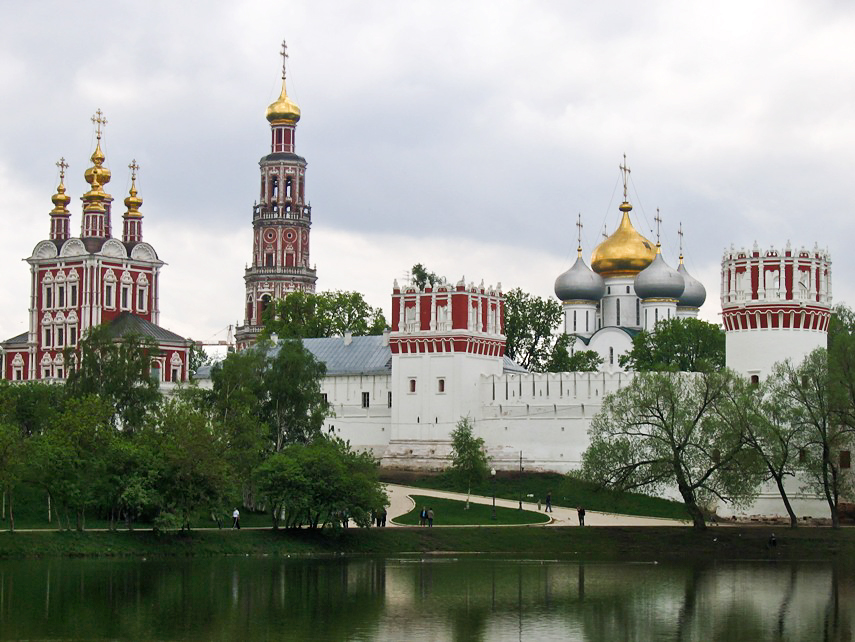
Monaster Nowodziewiczy w Moskwie. Borys Godunow wycofał się do niego po śmierci cara Fiodora I, konwencjonalnie odmawiając przyjęcia korony carskiej. Tam też na czele uroczystych procesji udawał się patriarcha Hiob, prosząc go o zaakceptowanie korony.

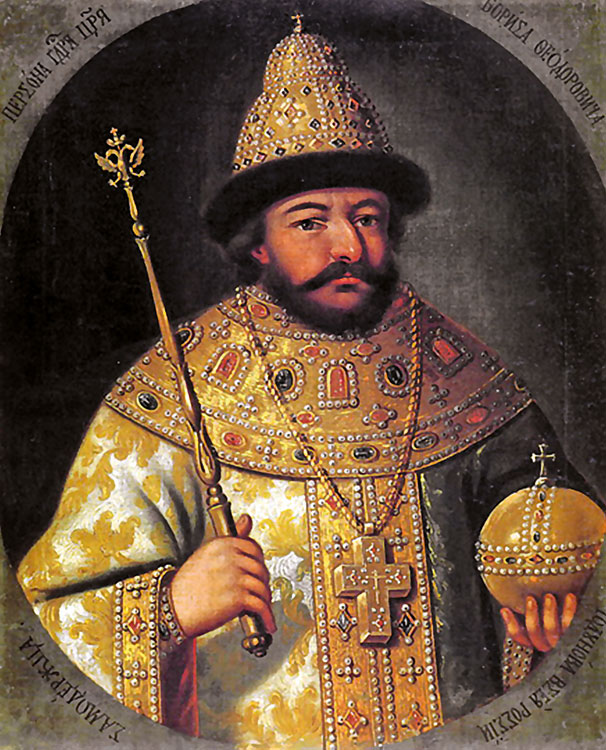
Borys Godunow, protektor Hioba, umożliwił mu objęcie najwyższych urzędów w Rosyjskim Kościele Prawosławnym

Patriarcha był obecny przy śmierci Fiodora I, który powierzył mu "pieczę o swojej duszy". Przed samą śmiercią cara Fiodora I Hiob bezskutecznie prosił go o wskazanie następcy; władca odmówił i twierdził, że o sukcesji tronu zdecyduje wola Boża. Już po zgonie cara Hiob rozesłał do wszystkich administratur Rosyjskiego Kościoła Prawosławnego polecenie złożenia przysięgi na wierność carowej-wdowie Irinie, siostrze Borysa Godunowa. Rota przysięgi zawierała również zobowiązanie do lojalności wobec Cerkwi i jej patriarchy oraz wielkorządcy Borysa Godunowa i jego dzieci. Zdaniem Skrynnikowa treść przysięgi zainspirował Borys Godunow. Patriarcha nakazał również odprawianie nabożeństw (tzw. mnogoletij) w intencji Iriny, chociaż tradycja zezwalała jedynie na poświęcanie ich metropolitom moskiewskim lub władcom państwa. Jego decyzje w tym zakresie były krytykowane przez współczesnych mu kronikarzy oraz część duchowieństwa. Po tygodniu sprawowania władzy Irina wstąpiła do Monasteru Nowodziewiczego, przyjmując imię mnisze Aleksandra. Danuta Czerska, pisząc o wydarzeniach, jakie miały miejsce po śmierci cara, twierdzi, że Hiob prosił Irinę o przyjęcie tronu po nim, zaś po jej odmowie apelował, by przyjęła tytuł monarchini, oddając zarząd państwem w ręce Borysa Godunowa. Gdy i wówczas kobieta oznajmiła, iż pragnie wstąpić do monasteru, Hiob objął tytularnie tymczasowe kierownictwo nad krajem. Patriarcha zaangażował się wówczas w walkę o władzę między bojarami, jaka nastąpiła po abdykacji Iriny, usiłując doprowadzić do wyboru Borysa Godunowa. Wielokrotnie przemawiał również publicznie, zwracając się do tłumu mieszkańców Moskwy, urzędników i duchownych, chwaląc "mądrość i dostojeństwo" Godunowa i przekonując, iż żaden z wcześniejszych władców Rusi nie dorównywał mu pod względem dzielności, pobożności i rozumu. Jego słaby charakter i nadal niewielki autorytet (który spadł jeszcze z powodu ciągłego ingerowania Hioba w kwestie polityczne) sprawiły jednak, że jego zabiegi nie mogły rozstrzygać o sukcesji.
W czasie, gdy w Moskwie trwały spory o sukcesję po Fiodorze, Borys Godunow przebywał w Monasterze Nowodziewiczym razem z siostrą. Hiob kilkakrotnie przybywał do niego na czele procesji, apelując o objęcie władzy carskiej. W publicznych przemowach odwoływał się do przykładów z historii Bizancjum, gdy wysokie urzędy państwowe obejmowały osoby nisko urodzone, dzięki osobistym talentom. Wobec takiej postawy Borysa patriarcha stwierdził, że sprawa następstwa tronu może być rozstrzygnięta dopiero po upływie czterdziestu dni od śmierci cara, przez Sobór Ziemski. Sobór ten zebrał się 17 lutego 1598 pod przewodnictwem Hioba. Patriarcha otworzył obrady mową uzasadniającą słuszność wyboru Borysa Godunowa, następnie zaś poprowadził kolejną procesję do Monasteru Nowodziewiczego. I tym razem Godunow ceremonialnie odmówił przyjęcia korony. Jak pisze Andrusiewicz, patriarcha przesądził o jego wyborze, oznajmiając przed soborem, że jest to kandydat popierany przez wszystkich prawosławnych i grożąc zwolennikom innych pretendentów klątwą kościelną. Ostatecznie 21 lutego kolejna procesja z Hiobem na czele przybyła do Monasteru Nowodziewiczego przy dźwięku dzwonów wszystkich moskiewskich cerkwi. W swoim przemówieniu patriarcha stwierdził, że jeśli Godunow po raz kolejny odmówi, zostanie wykluczony z Kościoła, sam Hiob zrezygnuje z urzędu, zaś podległe mu duchowieństwo zaprzestanie sprawowania nabożeństw. Odpowiedzialnym za upadek prawosławia na Rusi będzie zaś przed Bogiem Borys Godunow. Po tejże procesji, zgodnie z konwencją, Borys Godunow ostatecznie ogłosił swoją zgodę na objęcie tronu (do czego cały czas dążył); tego samego dnia patriarcha udzielił mu uroczystego błogosławieństwa. Hiob przeprowadził również koronację nowego cara, 3 września 1598.

#### W czasie rządów Borysa Godunowa
Zdaniem Skrynnikowa w okresie sprawowania urzędu patriarchy przez Hioba doszło do ostatecznego podporządkowania Rosyjskiego Kościoła Prawosławnego świeckiej władzy carów.
Hiob jako patriarcha przeprowadził szereg kanonizacji nowych świętych: Bazylego Moskiewskiego, Józefa Wołockiego, Warsonofiusza i Guriasza Kazańskich, Romana Uglickiego, Antoniego Rzymianina, Jana Moskiewskiego, Ignacego Wołogodzkiego oraz Martyriusza Zielenieckiego.
W 1598 Hiob wzywał Borysa Godunowa do obrony Moskwy przed Tatarami.
W styczniu 1605 Hiob obłożył klątwą Dymitra Samozwańca (którego demaskował jako zbiegłego mnicha i oskarżał o sojusz z diabłem) i jego zwolenników. Rozsyłał również po kraju gramoty z apelami o opór wobec wkraczających do Rosji polskich wojsk. W swoich listach pisał, że wszystkie trudności kraju wynikają z wrogiej działalności "króla Zygmunta Litewskiego". Twierdził, że jego celem jest zniszczenie prawosławia i zastąpienie go religią katolicką, protestancką i żydowską.
Istnieją przekazy, według których Hiob był obecny przy śmierci Borysa Godunowa 13 kwietnia 1605, udzielił mu Komunii Świętej, a następnie przyjął od niego śluby mnisze i nadał imię zakonne Bogolep. Patriarcha pobłogosławił syna Borysa, Fiodora, na objęcie władzy carskiej po ojcu. Skierował również metropolitę nowogrodzkiego Izydora do obozu wojsk rosyjskich pod Kromami, by ten przyjął od żołnierzy przysięgę na wierność nowemu władcy.

### Obalenie i wygnanie

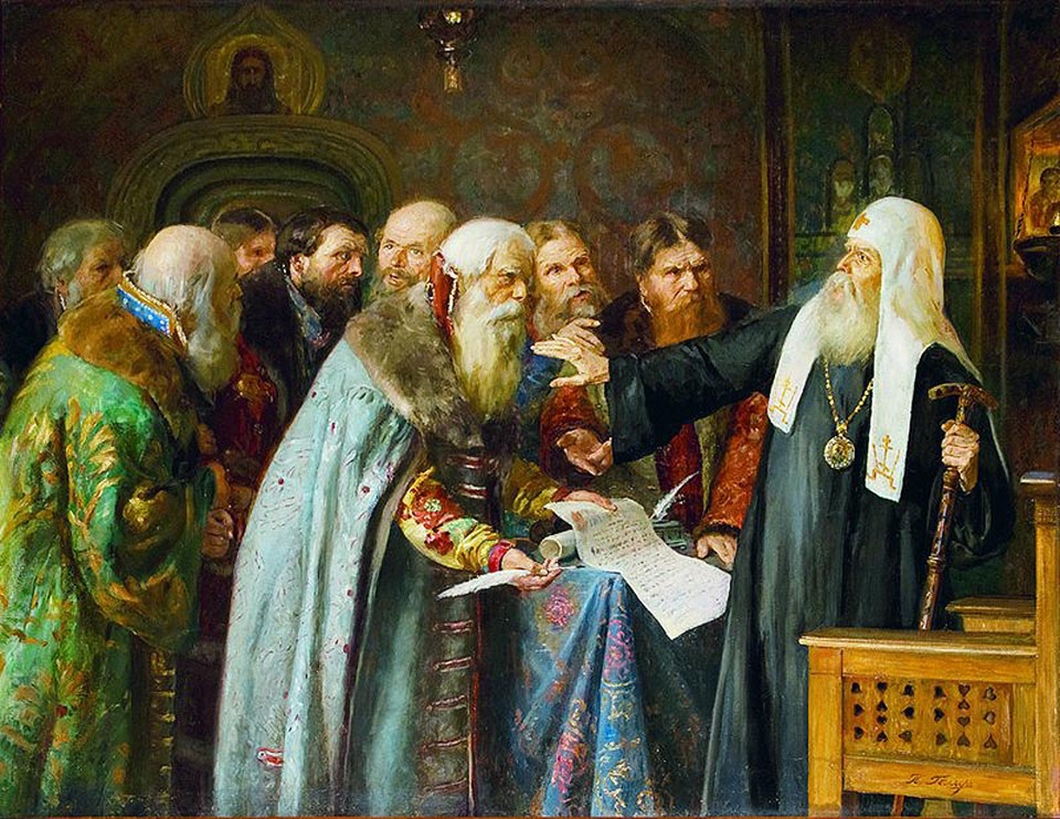
Patriarcha Hiob odmawia uznania Dymitra Samozwańca, obraz Piotra Gellera (XIX w.)

1 czerwca 1605 posłowie Samozwańca odczytali w Moskwie napisaną przez niego gramotę, w której opisywał on swoje rzekome cudowne ocalenie, zaś Hioba nazywał zdrajcą. W mieście wybuchło powstanie zwolenników Dymitra, w czasie którego zamordowani zostali car Fiodor II i jego matka, zaś sam Hiob znieważony w czasie odprawiania Świętej Liturgii. Buntownicy splądrowali również jego rezydencję. Wydarzenia te zdaniem Skrynnikowa wykazały całkowity brak autorytetu patriarchy, który nie zdołał zapobiec wybuchowi rozruchów.
Istnieje wersja, iż Hiob odmówił złożenia Dymitrowi Samozwańcowi przysięgi wierności, co stało się przyczyną jego usunięcia z urzędu. Jednak według części latopisów mimo powyższych wydarzeń Hiob oficjalnie powitał Dymitra Samozwańca po jego wjeździe do Moskwy. Decyzja ta mogła być umotywowana faktem, iż po śmierci cara Fiodora patriarcha stracił świeckich protektorów i musiał pogodzić się ze zwycięskim Samozwańcem. Być może właśnie z tego powodu Hiob został stosunkowo dobrze potraktowany: chociaż zmuszono go do ustąpienia z urzędu, mógł sam wybrać miejsce swojej zsyłki. Patriarcha konsekwentnie odmawiał przy tym pobłogosławienia swojego następcy, którym został dotychczasowy metropolita riazański Ignacy. Dymitr Samozwaniec prawdopodobnie pozbył się patriarchy także dlatego, że Hiob pamiętał go jeszcze jako hierodiakona służącego w Monasterze Czudowskim i mógłby go zdemaskować. Formalne usunięcie Hioba z urzędu nastąpiło 24 czerwca 1605, gdy uświęcony sobór ogłosił przeniesienie go w stan spoczynku z powodu podeszłego wieku i złego stanu zdrowia. Ten sam sobór ogłosił nadanie godności patriarchy Ignacemu.

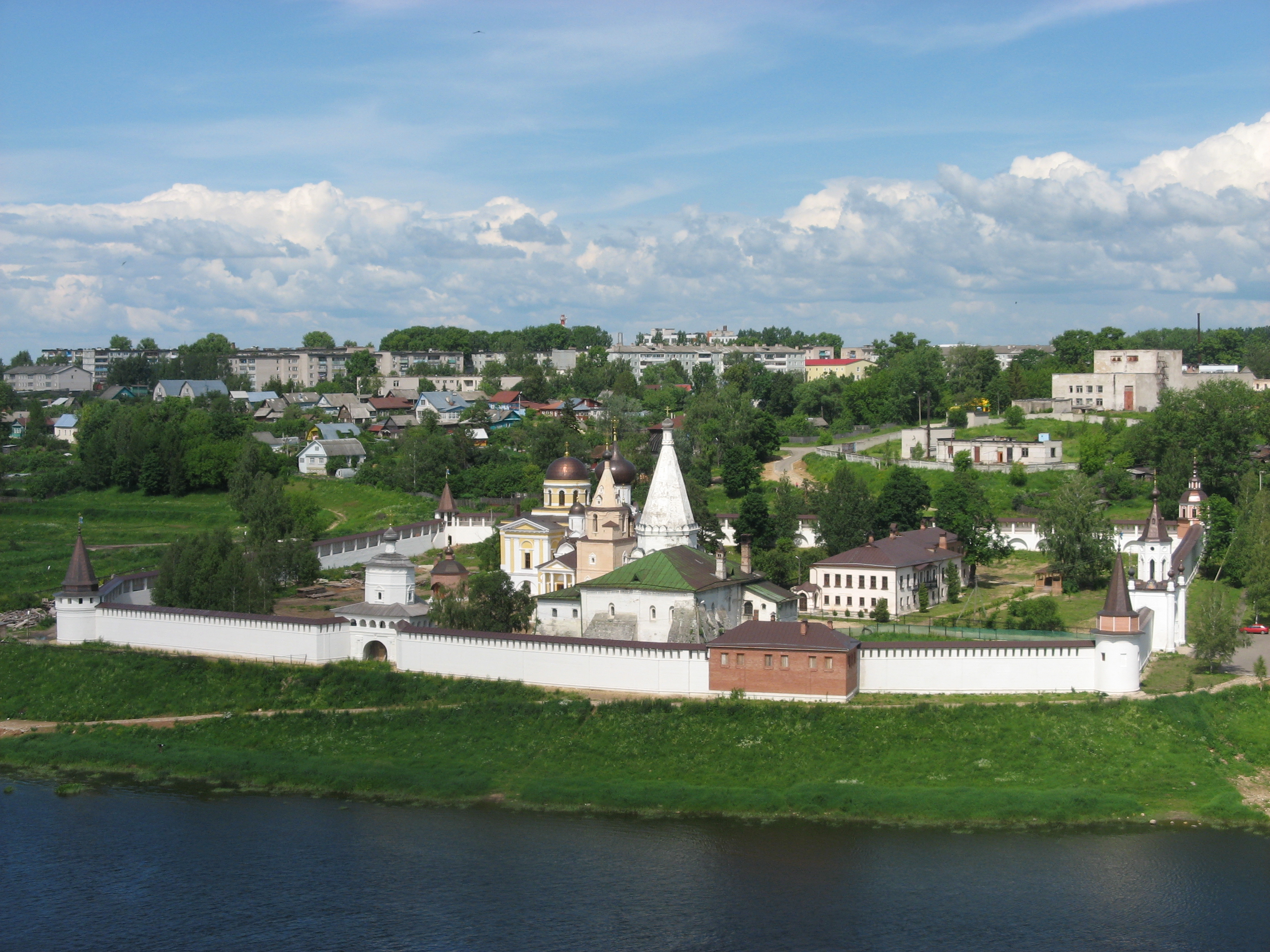
Monaster w Staricy

W monasterze w Staricy obalony patriarcha został przychylnie przyjęty przez przełożonego, archimandrytę Dionizego. W czasie pobytu w monasterze Hiob ciężko zapadł na zdrowiu, m.in. całkowicie tracąc wzrok. W związku z tym nie był w stanie ponownie objąć obowiązków patriarchy po upadku Dymitra Samozwańca w 1606. Zamiast tego wskazał jako kandydata na następcę metropolitę kazańskiego Hermogena. 20 lutego 1607, na prośbę cara Wasyla Szujskiego, patriarchowie Hermogen i Hiob wspólnie odprawili Świętą Liturgię w soborze Zaśnięcia Matki Bożej na Kremlu moskiewskim, po której zebrany lud oficjalnie prosił o wybaczenie swojej zdrady prawowitych carów na rzecz Samozwańca.
Przed śmiercią Hiob przekazał monasterowi w Staricy swoją prywatną bibliotekę liczącą 56 tomów. W klasztorze pozostały również jego ikony. Hierarcha zmarł w Staricy w 1607 i został pochowany przy klasztornym soborze Zaśnięcia Matki Bożej. Następnie nad jego grobem wzniesiona została kaplica. W 1652 na polecenia patriarchy moskiewskiego Józefa ciało patriarchy zostało uroczyście przetransportowane do soboru Zaśnięcia Matki Bożej na Kremlu moskiewskim. W czasie tej procesji Hiob był tytułowany świętym biskupem (cs. swiatitiel), chociaż do jego kanonizacji jeszcze nie doszło. Po zakończeniu modlitw obaj patriarchowie wezwali cara do stłumienia chłopskiego powstania.

## Twórczość literacka
Krótko po wstąpieniu na tron Borysa Godunowa patriarcha Hiob napisał Żywot cara i wielkiego księcia Fiodora Iwanowicza, w którym zawarł m.in. opis ataku tatarskiego na Moskwę w 1591. Utwór ten należy do gatunku słów pochwalnych tworzonych po śmierci władców, opisuje postać Fiodora i najważniejsze wydarzenia z okresu jego panowania. Chociaż Hiob nie wezwał w tekście do kanonizacji cara, podkreślał wielokrotnie "świętość" jego życia i zasługi dla umacniania prawosławia. W utworze umieścił ponadto pochwałę Borysa Godunowa.
W 1604 Hiob spisał gramotę, w której przewidując rychłą śmierć opisał swoje życie, wezwał cara i carewicza do wierności prawosławiu i wyrażał wdzięczność za dary i wsparcie, jakie otrzymywał od kolejnych władców Rosji.

## Kult
Wkrótce po powtórnym pogrzebie Hioba powstał anonimowy żywot patriarchy, zatytułowany История о первом Иове, патриархе Московском и всея России (Istorija o pierwom Iowie, patriarchie Moskowskom i wsieja Rossii), w którym opisano cuda, do jakich miało dość dzięki jego wstawiennictwu. Hiob występuje jako święty w osiemnastowiecznym zbiorze żywotów świętych związanych z Rusią oraz w napisanym przez mnicha Sergiusza (Szełopina) z Monasteru Sołowieckiego Kanonie do wszystkich świętych ruskich.
Nieformalny kult Hioba funkcjonował w monasterze w Staricy, gdzie na początku XX wieku można było obejrzeć niektóre jego szaty i insygnia duchowne. Podobnym kultem otaczano w monasterze Wniebowstąpienia Pańskiego w Staricy jego siostrę, mniszkę Paraskiewę, zabitą przez Polaków w 1608 lub 1609.
W 1979 patriarcha Hiob został kanonizowany, jako jeden z Soboru Świętych Twerskich; jego kult miał mieć zasięg lokalny (eparchia twerska i kaszyńska). W 1989 Sobór Biskupów Rosyjskiego Kościoła Prawosławnego podjął decyzję o jego rozszerzeniu na cały Rosyjski Kościół Prawosławny.
Dniem wspomnienia patriarchy Hioba jest 5/18 kwietnia (rocznica przeniesienia relikwii w 1652) i 19 czerwca/2 lipca (rocznica śmierci). Ponadto należy on do Soboru Świętych Biskupów Moskiewskich (wspomnienie 5 października według starego stylu) i Soboru Świętych Rostowskich (wspomnienie 23 czerwca).